# Bayer
Bayer je nemško kemično in farmacevtsko podjetje, ki je bilo ustanovljeno leta 1863. Sedež podjetja je v kraju Leverkusen v Nemčiji.
Bayerjeva področja poslovanja vključujejo zdravila za uporabo v humani in veterinarski medicini; potrošniški zdravstveni izdelki; kmetijske kemikalije, semena in biotehnološki izdelki. Werner Baumann je predsednik uprave Bayerja od leta 2016. 

## Zgodovina
Vse se je začelo med dvema prijateljema, ki sta bila zelo vedoželjna in med dvema štedilnikoma. Prijatelja Friedrich Bayer in Johann Friedrich Weskott sta ogromno svojega časa preživela za štedelnikom zaradi odkrivanja barve fuksin. 1. avgusta 1863 sta ustanovila družbo »Friedr. Bayer et. comp.« v kraju Wuppertal-Barmen.

### Nastanek družbe
Omenjena prijatelja med letoma 1881 in 1914 pripeljeta družbo do kemične proizvodnje z mednarodnim poslovanjem. Najpomembnejša poslovna dejavnost so sicer barve, vendar družba širi svoje poslovanje tudi na nova področja.

### Posledice prve svetovne vojne
Rast Bayerja prekine in zaznamuje prva svetovna vojna. Zmanjša se prodaja barvil in farmacevtskih izdelkov, saj je podjetje odrezano od svojih glavnih izvoznih trgov. Vse bolj se pri Bayerju vključujejo v vojno gospodarstvo. Leta 1917 odprejo tretjo nemško proizvodno lokacijo v kraju Dormagen.

### Ponovna ustanovitev družbe
Novembra 1945 so zasegli Bayerjevo interesno skupnost, ki je bila od takrat naprej pod nadzorom zaveznikov. Družba naj bi se likvidirala, premoženje pa naj bi namenili poplačilu povojne obnove, ampak se to ni zgodilo.

### Obnova
Po drugi svetovni vojni je Bayer izgubil svoje premoženje v tujini. Izgubil pa je tudi nekaj dragocenih patentov. Pri Bayerju začnejo ponovno aktivirati svojo prodajo leta 1946, čeprav so še vedno pod nadzorom zaveznikov.

### Naftna kriza
Zaradi naftne krize pa se »gospodarski čudež« v letih 1973/74 enkrat za vselej konča. Ko leta 1974 pride do zamenjave predsednika uprave, svetovno gospodarstvo zaide v resno recesijo. Cene kemičnih surovin na osnovi nafte se povišajo kar za štirikrat v le nekaj mesecih.

### Transformacija in globalizacija
V devetdesetih letih se Bayer in druge družbe začnejo soočati z izzivi, ki so posledica globalizacije in strukturnega preoblikovanja. Ob koncu leta 1989 se pri Bayerju odločijo, da se začnejo osredotočati na bolj obetavne trge.

### Reorganizacija skupine Bayer
Ob praznovanju 100-letnice Bayerjeve družbe se ustanovijo tri nove podružnice - Bayer HealthCare, Bayer CropScience in Bayer MaterialScience.

### Prva zdravila
Bayer je leta 1898 proizvedel zdravilo Diacetilmorfin in z njim tržil kot sredstvo za blaženje kašlja.
Bayer je uvedel tudi prvi pogosto uporabljeni antibiotik Prontosil, ki je zaslužen za Nobelovo nagrado iz medicine leta 1939. Med drugim sta bila Bayerjeva prva izdelka tudi antibiotik Cipro in kontracepcijske tablete Yaz
Leta 1960 je Bayer uvedel test nosečnosti Primodos. Sestavljen je bil iz dveh tabletk, ki sta povzročali menstruacijo. Na osnovi krvavitve so tako določali ali je ženska noseča ali ne. Vendar so ta izdelek morali kmalu umakniti s tržišča, saj je povzročal napake pri novorojenih otrocih.
V poznih devetdesetih letih je bil Bayer vpleten tudi v druge polemike glede svojih zdravil, ko so na trg pripeljali zdravilo Baycol. Ugotovili so, da je to zdravilo povzročalo odpoved ledvic, zato so ga morali leta 2001 odstraniti s trga.

## Aspirin
Prvi glavni produkt Bayerja je acetilsalicilna kislina. Do leta 1899 je bila Bayerjeva blagovna znamka Aspirin po vsem svetu registrirana za blagovno znamko Bayer acetilsalicilna kislina, vendar je izgubila status zaščitene blagovne znamke zaradi poznejše razširjene uporabe besede.
Izraz aspirin se je še naprej uporablja v ZDA, Veliki Britaniji in Franciji za vse znamke zdravil. Od leta 2011 je bilo vsako leto proizvedenih približno 40.000 ton aspirina, samo v ZDA za zaužitje pa kar 10–20 milijard tablet za preprečevanje srčno-žilnih dogodkov.
Acetilsalicilna kislina spada v skupino zdravil, ki jih imenujemo nesteroidni antirevmatiki (NSAR). Acetilsalicilna kislina, tudi aspirin, je salicilatna učinkovina, ki se pogosto uporablja kot analgetik (blaži bolečino), antipiretik (znižuje telesno temperaturo) in antiflogistik (zavira vnetje). Acetilsalicilna kislina ima tudi antitrombotične učinke, ki so zaslužni za preprečevanje strjevanja krvi, zato se acetilsalicilna kislina v majhnih odmerkih uporablja tudi dolgotrajno za preprečevanje srčnega infarkta, možganske kapi in tvorbe krvnih strdkov. V majhnih odmerkih se lahko acetilsalicilna kislina uporabi takoj po srčnem infarktu za preprečitev ponovnega infarkta ali odmrtja srčnega tkiva. Acetilsalicilna kislina lahko tudi učinkovito preprečuje nekatere vrste raka, zlasti kolorektalni rak (rak debelega črevesa in danke).
Glavni neželeni stranski učinki acetilsalicilne kisline pri peroralnem jemanju so peptični ulkusi (razjede) in tinitus (zvenenje, piskanje v ušesih), posebno v večjih odmerkih. Pri otrocih je uporaba acetilsalicilne kisline prepovedana, saj lahko povzroči Reyev sindrom, pri katerem se nabirajo maščobe v jetrih in vnamejo se možgani.Danes je acetilsalicilna kislina med najbolj prodajanimi zdravili na svetu. [2]

### Dilema o odkritju acetilsalicilne kisline
Nerešena je polemika o vlogah Bayerjevih znanstvenikov pri razvoju aspirina.
Arthur Eichengrün, Bayerjev kemik, je dejal, da je prvi odkril formulacijo aspirina, ko ni imela neželenih stranskih učinkov za slabost in bolečine v želodcu . Povedal je tudi, da si je ime aspirin izmislil.
Pri Bayerju pa trdijo, da je aspirin odkril Felix Hoffmann, da bi pomagal očetu, ki je imel artritis (sklepno vnetje). Hoffman jo je leta 1897 tudi prvič sintetiziral.  
Različni viri podpirajo nasprotujoče si trditve. Večina glavnih zgodovinarjev izum aspirina pripisuje Hoffmannu in/ali Eichengrünu. 

## Heroin
Heroin, znan tudi kot diamorfin je opioid, ki ima evforične učinke. Uporabljali so ga za nadomestek morfija in ga je Bayer od leta 1898 do 1910 zaščitil in tržil kot sredstvo za zatiranje kašlja, pa tudi za zdravljenje pljučnice in tuberkuloze. Znanstveniki Bayerja niso bili prvi, ki so delali heroin, vendar je podjetje vodilo trženje z njim. Heroin je bila blagovna znamka Bayerja do prve svetovne vojne.
Danes je to prepovedana droga, ker povzroča zasvojenost. V nekaterih državah pa se uporablja za medicinske namene za lajšanje bolečin. Pojav učinkov je hiter in traja nekaj ur.

## Kmetijska panoga
Bayer proizvaja različne fungicide, herbicide, insekticide in nekatere sorte poljščin.

### Fungicidi
So pripravki za varstvo rastlin pred glivičnimi boleznimi. Fungicidi se tržijo predvsem za žitne pridelke, sveže pridelke, glive s pesticidi in  za zatiranje plesni in rje. Primeri izdelkov: Nativo, XPro, Luna.

### Herbicidi
Herbicidi se tržijo predvsem za poljske nasade in sadovnjake. Blagovna znamka Liberty se uporablja za splošno zatiranje plevela, Kapreno pa za zatiranje trav in širokih listov.

### Insekticidi
Insekticidi se tržijo v skladu s specifičnimi vrstami škodljivcev na insektih in posevkih. Npr. neonikotinoidi se uporabljajo za sistemsko obdelavo semen, ker pa so različne študije pokazale, da povzročajo škodljive ekološke učinke (vključno z motnjo propada medu čebel in izgubo ptic zaradi zmanjšanja populacije žuželk), so jih začeli uporabljati pod nadzorom. Leta 2013 pa so članice EU in nekatere države izven EU omejile uporabo nekaterih neonikotinoidov.

## Pridobitve
Leta 1994 je Bayer od nekega podjetja kupil trgovino z zdravili (brez recepta) in jo združil s svojo podružnico Miles Laboratories ter si s tem pridobil pravice do blagovne znamke Bayer in lastništvo zdravila Aspirin. Leta 2004 je Bayer kupil poslovno enoto švicarskega koncerna Roche za proizvodnjo zdravil brez recepta. [4]] [5]

## Eksplozija
28. avgusta 2008 je prišlo do eksplozije v objektu Bayer CropScience na Inštitutu v Zahodni Virginiji, ZDA. Žrtvi eksplozije sta bila dva zaposlena. [1]

## Šport
Leta 1904 je družba ustanovila športni klub TuS 04 ("Turn- und Spielverein der Farbenfabriken vorm. Friedr. Bayer & Co."), pozneje SV Bayer 04 ("Sportvereinigung Bayer 04 Leverkusen"), ki je končno postal TSV Bayer 04 Leverkusen ( "Turn-und Sportverein") leta 1984.
Klub Bayer 04 Leverkusen je najbolj znan po svoji nogometni reprezentanci, vendar se ukvarja tudi z mnogimi drugimi športi, vključno z atletiko, mečevanjem, ekipnim rokometom, odbojko, boksom in košarko. TSV Bayer 04 Leverkusen je eden največjih športnih klubov v Nemčiji. Podjetje podpira tudi podobne klube na drugih mestih podjetij, med drugim Dormagen (zlasti rokomet), Wuppertal (zlasti odbojka) in Krefeld-Uerdingen (v katerem je še en nogometni klub Bundeslige, SC Bayer 05 Uerdingen, zdaj KFC Uerdingen 05).

## Seznam uporabljenih virov
[1] Bayer CropScience Pesticide Waste Tank Explosion, Chemical Safety Board https://www.csb.gov/bayer-cropscience-pesticide-waste-tank-explosion/ (pridobljeno 12. oktober 2019)
[2] The discovery of Aspirin, US National Library of Medicine https://www.ncbi.nlm.nih.gov/pmc/articles/PMC1119266/ (pridobljeno 12. oktober 2019)
 Bayer, Howling pixel https://howlingpixel.com/i-en/Bayer (pridobljeno 12. oktober 2019)
[4]] Bayer kupuje delo koncerna Roche https://www.rtvslo.si/gospodarstvo/bayer-kupuje-del-koncerna-roche/21197  (pridobljeno 1. junij 2024)